# Alex Arias
Alejandro Arias (nacido el 20 de noviembre de 1967 en Nueva York) es un ex infielder estadounidense de origen dominicano que jugó en las Grandes Ligas de Béisbol por alrededor de diez temporadas entre 1992-2002.
En su carrera, Arias jugó para los Cachorros de Chicago (1992), Marlins de la Florida (1993-1997), Filis de Filadelfia (1998-2000), Padres de San Diego (2001) y Yankees de Nueva York (2002).
Tuvo el promedio de bateo más alto como bateador emergente con más de 150 turnos al bate, con un promedio de .320. Su promedio de bateo (.265) y su porcentaje de embasarse (.338) de por vida están por encima de la media.